# سارواشگده
سارواشگده (به مجاری:  Szarvasgede) یک شهرداری در مجارستان است که در ناحیه پاستو واقع شده‌است. سارواشگده ۹٫۹۹ کیلومتر مربع مساحت و ۴۴۰ نفر جمعیت دارد.